# Terra promessa
" Terra promessa " ( tdl. ‘Promised land’   ) es una canción de 1984 compuesta por Eros Ramazzotti, Renato Brioschi y Alberto Salerno, arreglada por Celso Valli e interpretada por Eros Ramazzotti . Con esta canción Ramazzotti ganó el concurso de debutantes en la 34ª edición del Festival de Música de San Remo .  Originalmente se suponía que sería interpretada por Alessandro Bono, y marcó el salto de Ramazzotti y su primer éxito comercial.  Mia Martini actuó como corista en la versión de estudio de la canción.   En 1997, Ramazzotti versionó la canción en español con el título "Tierra prometida". 

## Lista de canciones
- 7" sencillo[6]

| N.º | Título           | Duración |  |
| 1.  | «Terra promessa» | 3:35     |  |
| 2.  | «Bella storia»   | 3:40     |  |

## Listas
| Lista (1984–89)                     | Mejor posición |
| ----------------------------------- | -------------- |
| Italia ( Musica e dischi )          | 6              |
| Países Bajos (Dutch Top 100)        | 51             |
| Alemania Occidental (Media Control) | 74             |

| Lista (1998)                   | Mejor posición |
| ------------------------------ | -------------- |
| Países Bajos ( Dutch Top 100 ) | 84             |
| Suiza ( Schweiz Hitparade )    | 46             |